# Арошидзе, Леван
Леван Арошидзе (груз. ლევან აროშიძე; род. 9 июля 1985, Тбилиси) — испанский, ранее грузинский, шахматист, гроссмейстер (2006).

## Биография
Начал играть с малых лет, с трех лет уже знал, как двигать фигуры, и в своем первом турнире играл в 6 лет. Шахматный тренер в Каталонии. Эту деятельность он начал практиковать ещё в Грузии в 2008 году. Даёт частные уроки по шахмат, пишет статьи на эту тему и делает обучающие видео об этом виде спорта.
Говорит на четырех языках: английском, грузинском, русском и испанском, а также имеет степень магистра социальных наук.

## Награды
- 1995 год — второе место на Юношеском чемпионате мира по шахматам до 10 лет в Бразилии.
- 2007 год — второе место на Открытом Международном Чемпионате в Бадалоне.
- 2008 год — второе место на Международном открытом конкурсе в Ислас Медас.
- 2008 год — второе место на Международном открытом конкурсе в Коста Брава.
- 2010 год — победитель Открытого Чемпионата Miquel Mas в Фигерас[3].
- 2011 год — победитель Международного открытого Чемпионата Барберы.
- 2011 год — победитель Международного Открытого Чемпионата Сан-Марти[4].
- 2011 год — победитель Открытого Чемпионата Miquel Mas в Фигерас[5].
- 2012 год — победитель Международного Открытого Чемпионат Sabadell[6].
- 2013 год — победитель Международного Открытого чемпионата Ciutat d’Olot[7].
- 2013 год — победитель Международного Открытого Чемпионата памяти Давид Гарсия Илундайна[8].
- 2014 год — второе место Международного Открытого Чемпионат Sabadell[9].
- 2015 год — второе место Открытого Международного Чемпионата Моллет-Дель-Вальес[10].
- 2015 год — второе место Открытого Чемпионата Miquel Mas в Фигерас.
- 2015 год — победитель Международного Открытого Чемпионата Sabadell.

## Изменения рейтинга
| Графики недоступны из-за технических проблем. См. информацию на Фабрикаторе и на mediawiki.org. |